# 普通海番鸭

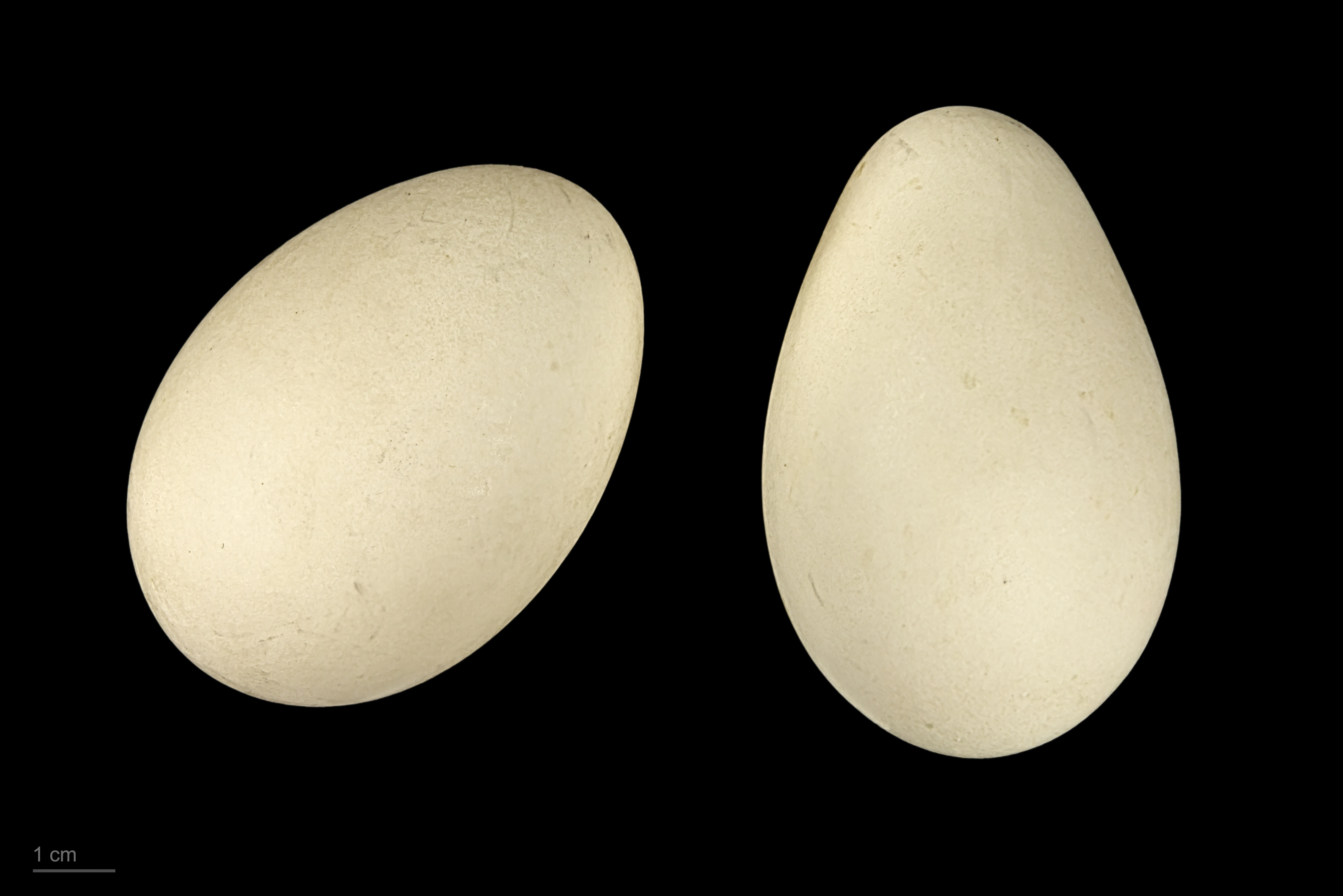
Melanitta nigra

普通海番鸭（学名：Melanitta nigra），也称为黑海番鸭，为鸭科海番鸭属的鸟类。分布于北半球较冷地区、欧洲、北美洲、亚洲、非洲，多栖息于海洋、海港以及河口。该物种的模式产地在英国及欧洲大陆北部。美洲黑海番鸭原为普通海番鸭的北方亚种（学名：M. n. americana），拆分前物种中文名为黑海番鸭
。

其种加词“nigra”意为“黑色的，暗色的”。